# Рубашкин, Игорь Александрович
Игорь Александрович Рубашкин (укр. Ігор Олександрович Рубашкін; род. 18 июля 1978, Киев, Украина) — украинский актёр. Заслуженный артист Украины (2017).

## Биография
Родился 18 июля 1978 года в Киеве в семье актёров Театра на Подоле.
С 1995 по 1999 года — студент русского актёрского курса Николая Рушковского Киевского государственного университета театра, кино и телевидения им. И. К. Карпенко-Карого.
С 2000 года — артист Нового драматического театра на Печерске.

### Семья
- Отец — Александр Михайлович Рубашкин, актёр Театра на Подоле;
- Мать — Татьяна Константинова Печёнкина, актриса Театра на Подоле;
- Первая жена — Елена Лазович, актриса Театра на Печерске[2];
- Вторая жена — Олеся Власова, актриса Театра на Печерске;
  - Дочь Апполинария / Полина (крестный — Анатолий Хостикоев)[2];
  - Дочь Варвара[3].

## Театральные работы

### Студенческие работы
1. «Человеке из Ламанчи» — Дон Кихот.

### Новый драматический театр на Печерске
С 2000 года — актёр театра на Печерске
1. 2001 — «Приключение Казановы» — Казанова
2. 2002 — «Арлекино. Слуга двух господ» К. Гольдони; реж. Себастьяно Сальвато — Панталоне
3. 2003 — «У каждого свои странности» — Ионыч
4. 2003 — «Пять рассказов Пелевина» В. Пелевина; реж. Юрий Одинокий — Капитан Звягинцев и полковник Лебеденко, юнкер Зиверс
5. 2004 — «Закон танго» по произведениям Х. Кортасара, Х. Борхеса, П. Неруды; реж. Елена Лазович, хореограф Игорь Рубашкин — Росендо Хуарес
6. 2005 — «Мастер и Маргарита» М. Булгакова; реж. Александр Крыжановский — Пилат / Мастер
7. 2008 — «Распутник» Э.-Э. Шмитта; реж. Александр Крыжановский — Дени Дидро
8. 2012 — «Корабль не придёт» Нис-Момме Штокманна; реж. Александр Крыжановский

### Театральная компания «Бенюк и Хостикоев»
Игорь Рубашкин занят в спектаклях театральной компании с 2004 года:
1. 2005 — «Белая ворона» Ю. Рыбчинского и Г. Татарченко; реж. Анатолий Хостикоев — Жульен
2. «О мышах и людях» Дж. Стейнбека; реж. Виталий Малахов — Рослый
3. 2008 — «Задунаец за порогом» по мотивам оперы С. Гулак-Артемовского; реж. Анатолий Хостикоев — Селим, сын Султана
4. 2011 — «Люкс для иностранцев» Девида Фримана — Стенли Паркер

### Другие театры
1. «Визит пана В» — Воланд (театр «Сузирья»)

## Фильмография
1. 2005 — Поцеловать незнакомку за 20 минут
2. 2006 — Пропавшая икона (97-я серия)
3. 2006 — Возвращение Мухтара-3 — отец Георгий
4. 2006 — Дедушка моей мечты-2 — коммивояжёр
5. 2007 — Кукарача (18-я серия)
6. 2007 — Возвращение Мухтара-4 — отец Георгий
7. 2007 — Держи меня крепче — эпизод
8. 2008 — За всё тебя благодарю-3 — эльф
9. 2008 — Родные люди — Толик
10. 2008 — Тринадцать месяцев — адвокат
11. 2008 — Хорошие парни — эпизод
12. 2009 — Индийское кино — Максим
13. 2009 — Ловушка — Анатолий
14. 2009 — Кофе по-дьявольски (Фильм № 4)
15. 2009 — При загадочных обстоятельствах — сотрудник ГУВД
16. 2009 — Чёрта с два — Андрей
17. 2010 — Вера, Надежда, Любовь — Артём Новиков
18. 2011 — Биение сердца — Глеб, муж Нины
19. 2011 — Дело было на Кубани — Фёдор Загребельный
20. 2011 — Доярка из Хацапетовки-3 — Андрей Арбатов
21. 2011 — Квазимодо (4-я серия)
22. 2011 — Костоправ — Валерий Логвинов, компаньон Караулова
23. 2011 — Ласточкино гнездо — мачо
24. 2011 — Одуванчик — Борис
25. 2011 — Последний кордон. Продолжение — Борис, оператор
26. 2012 — Личная жизнь следователя Савельева (Фильм 5 «Чистая вода») — Константин Борисович Коровин, инструктор по дайвингу, заменивший Маслова
27. 2012 — Менты. Тайны большого города (Фильм № 3. Алиби) — Андрей Вербицкий, бизнесмен
28. 2012 — Отцовский инстинкт — Борис Пинский, жених Ольги
29. 2012 — Ржевский против Наполеона — Дюпон
30. 2012 — Страсти по Чапаю — Кожедубов
31. 2013 — Женский доктор-2 (21-я серия «Только мой») — Георгий Токарев, муж Тамары, бизнесмен
32. 2013 — Фото на документы — Фёдор Михайлович
33. 2013 — Шеф полиции — Павел Селезнёв
34. 2014 — Дело для двоих (1-й фильм «Клеймо») — Малько
35. 2014 — Перелётные птицы — Борис, организатор переходов через границу с российской стороны
36. 2014 — Скорая помощь (серии 4, 5, 6, 8, 11, 12, 13, 14, 15) — Сергей Подольский, врач
37. 2015 — Нормандия-Неман
38. 2015 — По законам военного времени — Фёдор Семёнович Кошугов, командир полка
39. 2016 — Спросите у осени — Артём
40. 2016 — Гражданин Никто — Байков, частный детектив

## Клипография
1. 2007 — Клип «Где ты мой ангел» (Юлия Войс), режиссёр Владимир Якименко
2. 2008 — Клип «За что» (Светлана Лобода), режиссёр Алан Бадоев[7]
3. 2010 — Клип «Solitude Is Bliss» (австралийская группа Tame Impala)

## Награды
- 2004 — премия «Киевская пектораль» в категории «Лучшая хореография и пластика / пластическое решение спектакля» (спектакль «Закон танго»).
- 2008 — премия «Киевская пектораль» в категории «Лучшая мужская роль» — за исполнение роли Дени Дидро (спектакль «Распутник»).
- 2012 — премия «Киевская пектораль» в категории «Лучшая сценография» (совместно с Борисом Орловым) за спектакль «Корабль не придёт».

## Факты
- Семейные предания говорят о том, что бабушка Игоря была актрисой, мамин брат — оперным певцом. Да и сами родители — актёры Театра на Подоле[2]
- Первые свои спектакли Игорь сыграл ещё в школе на Печерске, где под руководством преподавателя по литературе Наума Ароновича Резниченко ставили «Старшего сына» Александра Вампилова, «Безымянную звезду» Михаила Себастьяна, «Обыкновенное чудо» Евгения Шварца[8]
- В театральную компанию «Бенюк и Хостикоев» Игорь Рубашкин попал по приглашению Анатолия Хостикоева в мюзикл «Билла ворона» на роль Жульена, которую некогда играл сам[2]